# ملودرام

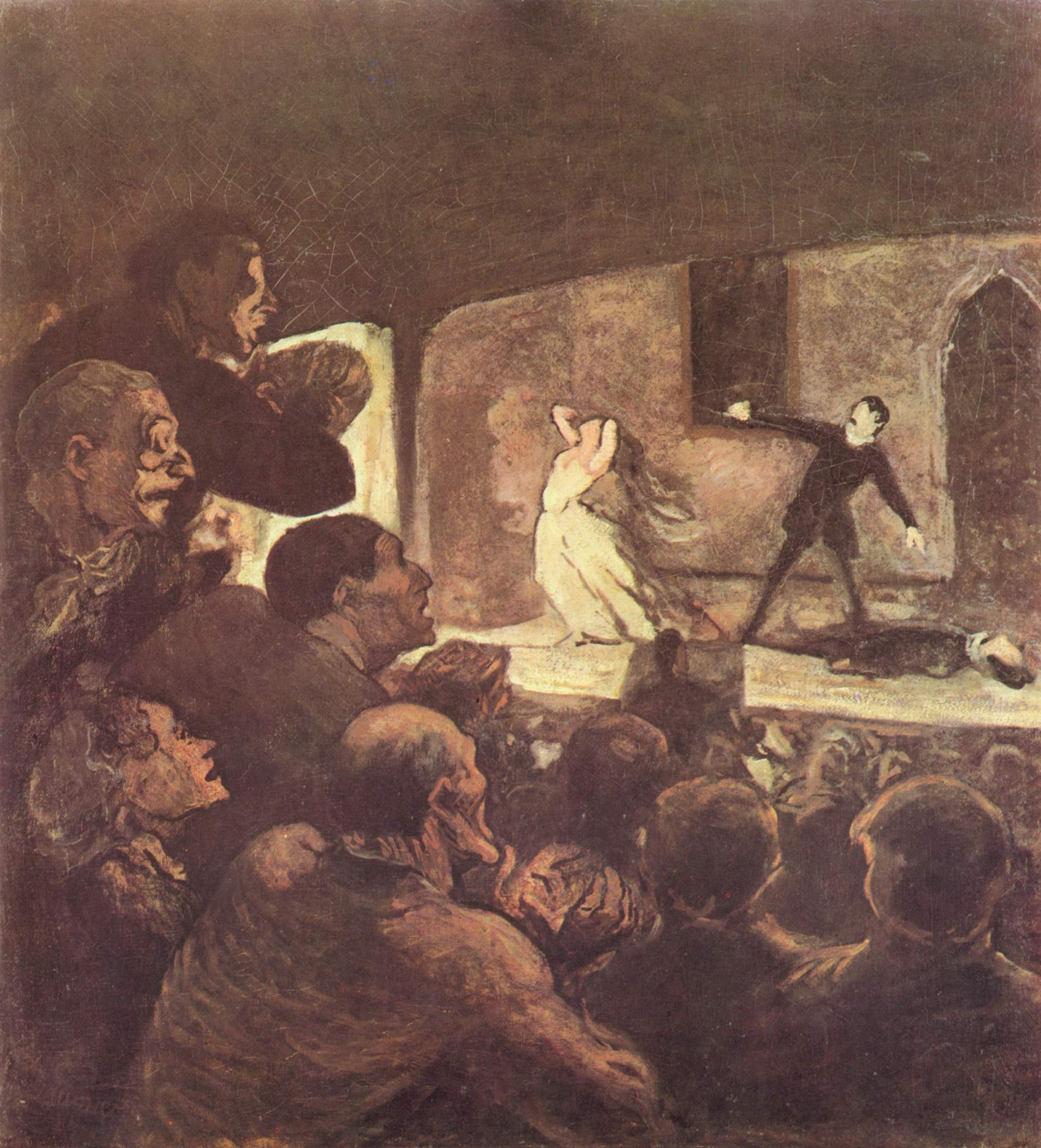
ملودرام

ملودرام (به فرانسوی: Mélodrame) اثری نمایشی یا ادبی است که پی‌رنگ آن احساسی و متقدم بر شخصیت‌پردازی است. شخصیت‌ها در ملودرام، ساده و معمولاً کلیشه‌ای هستند. ملودرام روایتی احساسی با شخصیت‌هایی ساده است که یا خیلی خوب‌اند یا خیلی بد و اغلب از زبانی تصنعی و اغراق‌آمیز  استفاده می‌کنند. این اصطلاح ابتدا فقط برای توصیف نمایش‌نامه‌ها به کار می‌رفت اما امروزه اصطلاحی تحقیرآمیز است که برای توصیف روایت‌هایی از این دست در رسانه‌های دیگر نیز به کار می‌رود.